# Peca
Peca ou Faceia (em hebraico: פֶּקַח; romaniz.: Peqaḥ; em acádio: 𒉺𒅗𒄩; romaniz.: Paqaḫa) foi o décimo oitavo e penúltimo rei de Israel. Ele era capitão do exército do rei Pecaías, a quem matou para se tornar rei. Peca era filho de Remalias.

## Reinado
Peca fez alianças com a Síria e com Judá para se livrar da Assíria, mas apenas Rezim, rei da Síria, aceitou o convite. Acaz, rei de Judá, havia recusado a aliança, fazendo com que Peca e Rezim marchem até o sul para cercarem Jerusalém, onde ocorreu a crise sírio-efraimita (735 a.C. - 732 a.C.). Ouvindo sobre a rebelião criada por Peca, o rei assírio Tiglate-Pileser III marchou ao norte e tomou quase todas as cidades de Israel. Depois de 2 anos, Acaz pediu a Tiglate-Pileser III que livrasse de Peca e Rezim, que o livrou expulsando-os.
Peca retornou para Samaria, mas foi assassinado por Oseias, fazendo com que Tiglate-Pileser III não destruisse Israel inteiramente.